# Africa Movie Academy Award du meilleur son
L'Africa Movie Academy Award du meilleur son est un mérite annuel décerné par l'Africa Film Academy pour récompenser les films au son le plus adjugé et euphorique de l'année.
| Meilleure son | Meilleure son                  | Meilleure son                | Meilleure son |
| Année         | Film                           | Directeur de la photographie | Résultat      |
| ------------- | ------------------------------ | ---------------------------- | ------------- |
| 2005          | Yesterday                      |                              | Lauréat       |
| 2005          | Eye of the Gods                |                              | Nomination    |
| 2005          | Osuofia in London (en)         |                              | Nomination    |
| 2006          | Widow's Cot                    |                              | Lauréat       |
| 2006          | Eagle's Bride                  |                              | Nomination    |
| 2006          | Behind Closed Doors            |                              | Nomination    |
| 2006          | Secret Adventure               |                              | Nomination    |
| 2006          | Rising Moon (en)               |                              | Nomination    |
| 2006          | Arrou                          |                              | Nomination    |
| 2007          | Abeni                          |                              | Lauréat       |
| 2007          | The Amazing Grace (en)         |                              | Nomination    |
| 2007          | Sitanda (en)                   |                              | Nomination    |
| 2007          | Mokili                         |                              | Nomination    |
| 2008          | White Waters (en)              |                              | Lauréat       |
| 2008          | Mirror of Beauty               |                              | Nomination    |
| 2008          | Black Friday                   |                              | Nomination    |
| 2008          | Across the Niger (en)          |                              | Nomination    |
| 2008          | Mission to Nowhere             |                              | Nomination    |
| 2009          | Seventh Heaven                 |                              | Lauréat       |
| 2009          | From a Whisper (en)            |                              | Nomination    |
| 2009          | Battle of the Soul             |                              | Nomination    |
| 2009          | Gugu and Andile (en)           |                              | Nomination    |
| 2009          | Grey Focus                     |                              | Nomination    |
| 2010          | I Sing of a Well (en)          |                              | Lauréat       |
| 2010          | The Tenant                     |                              | Nomination    |
| 2010          | Season of a Life               |                              | Nomination    |
| 2010          | The Perfect Picture            |                              | Nomination    |
| 2010          | Soul Diaspora (en)             |                              | Nomination    |
| 2011          | Shirley Adams                  |                              | Lauréat       |
| 2011          | Sinking Sands (en)             |                              | Nomination    |
| 2011          | Izulu Lami                     |                              | Nomination    |
| 2011          | Viva Riva!                     |                              | Nomination    |
| 2011          | Tango With Me (en)             |                              | Nomination    |
| 2012          | State of Violence (en)         |                              | Lauréat       |
| 2012          | Otelo Burning (en)             |                              | Nomination    |
| 2012          | How to Steal 2 Million         | Trevor Jones                 | Nomination    |
| 2012          | Man on Ground                  |                              | Nomination    |
| 2012          | Algiers Murder                 |                              | Nomination    |
| 2013          | Nairobi Half Life              |                              | Lauréat       |
| 2013          | Dernier Vol pour Abuja         |                              | Nomination    |
| 2013          | Streets Of Calabar             |                              | Nomination    |
| 2013          | Heroes and Zeros (film) (en)   |                              | Nomination    |
| 2013          | Zama Zama                      |                              | Nomination    |
| 2013          | Virgin Magarida                |                              | Nomination    |
| 2014          | The Forgotten Kingdom (en)     |                              | Lauréat       |
| 2014          | Felix                          |                              | Nomination    |
| 2014          | A Northern Affair (en)         |                              | Nomination    |
| 2014          | Nothing For Mahala             |                              | Nomination    |
| 2014          | Of Good Report                 |                              | Nomination    |
| 2015          | Lonbraz Kann                   |                              | Lauréat       |
| 2015          | Le President                   |                              | Nomination    |
| 2015          | Timbuktu                       |                              | Nomination    |
| 2015          | Run                            |                              | Nomination    |
| 2015          | iNumber Number (en)            |                              | Nomination    |
| 2016          | Fifty (film) (en)              |                              | Lauréat       |
| 2016          | L'Œil du cyclone               |                              | Nomination    |
| 2016          | The Cursed Ones (en)           |                              | Nomination    |
| 2016          | Behind Closed Doors            |                              | Nomination    |
| 2016          | Rebecca                        |                              | Nomination    |
| 2016          | Falling (en)                   |                              | Nomination    |
| 2017          | Vaya (film) (en)               |                              | Lauréat       |
| 2017          | 93 jours                       |                              | Nomination    |
| 2017          | Félicité                       |                              | Nomination    |
| 2017          | Wulu                           |                              | Nomination    |
| 2017          | Dora’s Peace                   |                              | Nomination    |
| 2018          | A Hotel Called Memory (en)     |                              | Lauréat       |
| 2018          | The Lost Café (en)             |                              | Nomination    |
| 2018          | The Road To Sunshine           |                              | Nomination    |
| 2018          | Pop Lock ‘N’ Roll              |                              | Nomination    |
| 2018          | Sidechic Gang                  |                              | Nomination    |
| 2019          | Mabata Bata (en)               |                              | Lauréat       |
| 2019          | Urgent (en)                    |                              | Nomination    |
| 2019          | Redemption (en)                |                              | Nomination    |
| 2019          | Make Room                      |                              | Nomination    |
| 2019          | The Last Victim                |                              | Nomination    |
| 2019          | The Delivery Boy               |                              | Nomination    |
| 2019          | The Burial of Kojo             |                              | Nomination    |
| 2019          | Sew the Winter to My Skin (en) |                              | Nomination    |
| 2020          | Fiela's Child (en)             |                              | Lauréat       |
| 2020          | Knuckle City (en)              |                              | Nomination    |
| 2020          | Children of the Storm          |                              | Nomination    |
| 2020          | Akin Omotoso                   |                              | Nomination    |
| 2020          | For Maria: Ebun Pataki         |                              | Nomination    |
| 2020          | 40 Sticks (en)                 |                              | Nomination    |
| 2020          | Desrances                      |                              | Nomination    |
| 2020          | Gold Coast Lounge (en)         |                              | Nomination    |
| 2021          | Hairareb (en)                  |                              | En attente    |
| 2021          | African American               |                              | En attente    |
| 2021          | La Femme du fossoyeur          |                              | En attente    |
| 2021          | Eyimofe (en)                   |                              | En attente    |
| 2021          | La Femme Anjola (en)           |                              | En attente    |